# Karl-Heinz Narjes

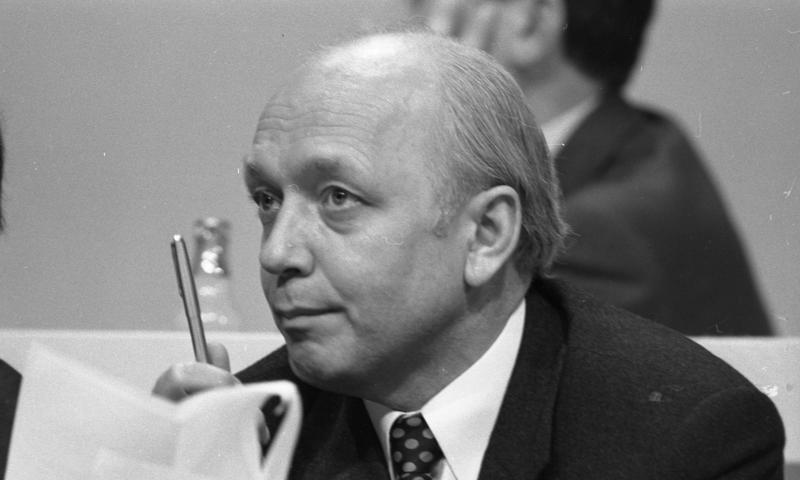
Karl-Heinz Narjes auf dem CDU-Bundesparteitag 1973

Karl-Heinz Narjes (* 30. Januar 1924 in Soltau; † 26. Januar 2015 in Bonn) war ein deutscher Politiker (CDU). Er war von 1969 bis 1973 Minister für Wirtschaft und Verkehr des Landes Schleswig-Holstein und von 1981 bis 1988 EG-Kommissar.

## Leben und Beruf
Nach dem Reifevermerk 1941 auf dem Gymnasium Carolinum in Neustrelitz trat Narjes in die Kriegsmarine ein und nahm als Soldat, letzter Dienstgrad Leutnant zur See, auf U 91 am Zweiten Weltkrieg teil. Das Boot wurde am 26. Februar 1944 im mittleren Nordatlantik durch Wasserbomben der britischen Fregatten HMS Affleck, HMS Gore und HMS Gould zum Auftauchen gezwungen und auf der Position 49° 45′ N, 26° 20′ W im Marine-Planquadrat BD 3641 von der Besatzung selbst versenkt. Es gab 36 Tote und 16 Überlebende. Daraufhin geriet er in britische Kriegsgefangenschaft.
Nach der Entlassung aus der Gefangenschaft absolvierte Narjes ein Studium der Rechtswissenschaft an der Universität Hamburg, welches er 1949 mit dem ersten juristischen Staatsexamen beendete. 1952 erfolgte hier auch seine Promotion zum Dr. jur. mit der Arbeit Zoll- und Wirtschaftsunionen als Rechtsformen der auswärtigen Wirtschaftspolitik. 1953 bestand er nach der Ableistung des Referendariats das zweite juristische Staatsexamen. Anschließend war er als Assessor bei der Oberfinanzdirektion Bremen tätig. 1955 trat er als Attaché in den Dienst des Auswärtigen Amtes ein, 1956 war er stellvertretender Konsul am Generalkonsulat in Basel. 1958 wurde er als Legationsrat zur Kommission der Europäischen Wirtschaftsgemeinschaft (EWG) abgeordnet. Hier wurde er 1963 Kabinettschef des Präsidenten der EWG-Kommission, Walter Hallstein, und 1968 Generaldirektor für Presse und Information der Kommission der Europäischen Gemeinschaft (EG).
Karl-Heinz Narjes war verheiratet und wurde Vater zweier Kinder. Er starb am 26. Januar 2015 und wurde am 30. Januar 2015 nach einem Trauergottesdienst in der evangelischen Erlöserkirche in Bad Godesberg auf dem Friedhof in Bad Godesberg beerdigt.

## Partei
Seit 1967 war Narjes Mitglied der CDU.

## Abgeordneter
Von 1971 bis zu seiner Mandatsniederlegung am 29. Januar 1973 gehörte Narjes dem Landtag von Schleswig-Holstein an. Er zog als direkt gewählter Abgeordneter des Wahlkreises Kiel-Mitte in den Landtag ein.
Von 1972 bis zur Niederlegung des Mandates am 9. Januar 1981 war Narjes Mitglied des Deutschen Bundestages, in den er stets über die Landesliste Schleswig-Holstein in den Bundestag einzog. Hier war er von 1972 bis 1976 Vorsitzender des Wirtschaftsausschusses.

## Öffentliche Ämter
Am 10. November 1969 wurde er als Minister für Wirtschaft und Verkehr in die von Ministerpräsident Helmut Lemke geführte Landesregierung von Schleswig-Holstein berufen. In dieser Funktion gehörte er auch dem ab 1971 von Gerhard Stoltenberg geleiteten Kabinett an. Wegen seiner Wahl in den Deutschen Bundestag bei der Bundestagswahl 1972 schied er am 29. Januar 1973 aus dem Amt.
Von 1981 bis 1984 war Narjes EG-Kommissar für Binnenmarkt, Zollunion, industrielle Innovation, Umwelt, Verbraucherfragen und nukleare Sicherheit und von 1984 bis 1988 Vizepräsident der EG-Kommission für Industriepolitik, Forschung und Innovation. In dieser Funktion warb er unter anderem für die Einführung einer gemeinschaftsweiten Leerkassettenabgabe.

## Ehrungen
Narjes wurde mit dem Bundesverdienstkreuz 1. Klasse und mit dem Großen Verdienstkreuz (1977) mit Stern und Schulterband (1989) sowie 1993 mit der Bayerischen Europa-Medaille ausgezeichnet.